# Amagi Brilliant Park
Amagi Brilliant Park (甘城ブリリアントパーク?, Amagi Buririanto Pāku) è una serie di light novel scritta da Shōji Gatō ed illustrata da Yuka Nakajima. Otto volumi sono stati pubblicati dalla Fujimi Shobō, sotto l'etichetta Fujimi Fantasia Bunko, a partire dal 20 febbraio 2013. Tre adattamenti manga, editi da Fujimi Shobo e Kadokawa, hanno iniziato la serializzazione nel 2014. Una serie televisiva anime di tredici episodi, prodotta dalla Kyoto Animation, è stata trasmessa in Giappone tra il 6 ottobre e il 25 dicembre 2014. Un episodio OAV è stato pubblicato il 26 giugno 2015.

## Trama
Seiya Kanie è un bel ragazzo perfezionista che viene costretto da Isuzu Sento, una studentessa appena trasferitasi nella sua stessa scuola, a visitare un parco divertimenti chiamato Amagi Brilliant Park, il quale si trova in seria difficoltà ed è sul punto di chiudere i battenti per sempre. Per salvare il parco dal fallimento, Seiya viene assunto come manager dalla proprietaria Latifah Fleuranza, la quale spera di poter attirare 250.000 visitatori in soli tre mesi, un traguardo che sembra impossibile da raggiungere date le attuali condizioni del parco, grazie alle sue abilità di intrattenimento.

## Personaggi

### Personaggi principali

I protagonisti Seiya e Isuzu

Seiya Kanie (可児江 西也?, Kanie Seiya)
Doppiato da: Kōki Uchiyama
Il protagonista, ossia un liceale perfezionista che è dotato di acutezza, intelligenza e riflessi eccellenti e che si comporta come un principe, al punto tale che la gente attorno a lui rimane infastidita dal suo narcisismo. Da bambino faceva parte del mondo dello spettacolo e il suo nome d'arte era Seiya Kodama. Secondo Isuzu a quei tempi era il figlio di cui qualsiasi genitore sarebbe andato fiero, ma Seiya le risponde che il suo vecchio se stesso è morto molto tempo prima. Egli riceve da Latifah il potere magico di ascoltare il cuore delle persone, sebbene esso funzioni solo una volta per individuo. Il suo nome deriva da Kanye West.
Isuzu Sento (千斗 いすず?, Sento Isuzu)
Doppiata da: Ai Kakuma
Una guardia reale che brandisce un moschetto ad avancarica magico di nome Steinberger. Costringe Seiya ad andare ad un "appuntamento" con lei all'Amagi Brilliant Park, in realtà per fargli compiere un'ispezione sulle condizioni del parco in fatto di intrattenimento e servizi. Ha una personalità stoica, in quanto raramente mostra le sue emozioni, e a volte si comporta in maniera fredda e schietta, sebbene sia anche molto sensibile. La sua arma le è stata infusa nel corpo, ragion per cui può evocarla da qualsiasi parte della sua pelle a patto che essa sia scoperta. Il suo nome deriva da 50 Cent.
Latifah Fleuranza (ラティファ・フルーランザ?, Ratifa Furūranza)
Doppiata da: Yukiyo Fujii
La principessa di Maple Land, la quale concede alcuni dei suoi poteri magici a Seiya baciandolo. Secondo Triken, è la nipote di Moffle ed assomiglia fortemente a sua madre, di cui Moffle stesso era innamorato prima che sposasse il re suo fratello. Il suo nome deriva da Queen Latifah.

### Amagi Brilliant Park

#### Mascotte
Moffle (モッフル?, Moffuru)
Doppiata da: Ayako Kawasumi
Una fata dei dolci a forma di topo con indosso un cappello. È la mascotte principale del parco ed odia quando qualcuno lo definisce un'imitazione. Lui e Seiya si prendono subito in antipatia a vicenda. È lo zio di Latifah ed è molto protettivo nei suoi confronti. Il suo aspetto ricorda fortemente Bonta, la mascotte fittizia di Full Metal Panic? Fumoffu, un'altra serie televisiva sempre prodotta dalla Kyoto Animation.
Macaron (マカロン?, Makaron)
Doppiata da: Ryōko Shiraishi
Una fata della musica a forma di pecora, nonché una delle mascotte del parco. È un tipo piuttosto irascibile che si dà delle arie da artista e che non esita a chiedere una pausa dal lavoro ogni volta che non si sente ispirato. Suona il violino ed è divorziato dalla moglie con cui spesso litiga per la custodia della figlia.
Tiramy (ティラミー?, Tiramī)
Doppiata da: Ai Nonaka
Una fata dei fiori a forma di gatto rosa, nonché una delle mascotte del parco. È un pervertito dall'occhio attento sia per le giovani donne che per quelle più anziane ma ammalianti.

#### Elementario
Muse (ミュース?, Myūsu)
Doppiata da: Yuka Aisaka
La fata dell'acqua, nonché la leader delle fate dell'Elementario. È dotata di una personalità molto energica ed allegra, ragion per cui non è raro vederla sorridere spesso. Nonostante la scarsa popolarità dell'Elementario, continua a lavorare per il parco duramente.
Salama (サーラマ?, Sārama)
Doppiata da: Minami Tsuda
La fata del fuoco dell'Elementario che di solito sembra divertirsi solo a telefono e che invece al parco ha una personalità pigra e demotivata.
Sylphy (シルフィー?, Shirufī)
Doppiata da: Tomoyo Kurosawa
La fata del vento dell'Elementario che ha sempre la testa fra le nuvole, ma che è anche la più brava delle quattro a danzare.
Kobory (コボリー?, Koborī)
Doppiata da: Shiori Mikami
La fata della terra dell'Elementario che rimane sempre impassibile.

#### Altri membri
Wanipee (ワニピー?, Wanipī)
Doppiato da: Takuma Terashima
Una fata a forma di coccodrillo blu. Anche lui è una delle mascotte del parco. Si occupa di distribuire palloncini ai visitatori, ma non si impegna un gran ché nel suo lavoro
Triken (トリケン?, Toriken)
Doppiato da: Jun Fukuyama
Una fata a forma di triceratopo giallo con gli occhiali, nonché il responsabile vendite del parco.
Ashe (アーシェ?, Āshe)
Doppiata da: Shiori Mikami
La contabile dell'Amagi Brilliant Park.
Wrench (レンチ?, Renchi)
Doppiata da: Tetsu Inada
Una fata a forma di chiave inglese, nonché l'ingegnere capo del parco.
Ōkuro (オークロ?)
Doppiato da: Shinya Takahashi
Il capo della sicurezza dell'Amagi Brilliant Park. È un essere umano normale che indossa una maschera.

### Altri personaggi
Takaya Kurisu (栗栖 隆也?, Kurisu Takaya)
Doppiato da: Jun'ichi Suwabe
Un impiegato della Amagi Development, un'azienda che vuole acquistare l'Amagi Brilliant Park. È a conoscenza del passato da attore di Seiya. Il suo nome deriva da Chris Tucker.
Aisu Kyūbu (久武 藍珠?, Kyūbu Aisu)
Doppiata da: Yūko Kaida
La zia e la tutrice di Seiya. Il suo nome deriva da Ice Cube.

## Media

### Light novel
La serie è stata scritta da Shōji Gatō con le illustrazioni di Yuka Nakajima. Il primo volume è stato pubblicato dalla Fujimi Shobō, sotto l'etichetta Fujimi Fantasia Bunko, il 20 febbraio 2013 ed entro il 18 giugno 2016 ne sono stati messi in vendita otto in tutto.
| Nº | Data di prima pubblicazione | Data di prima pubblicazione | Data di prima pubblicazione |
| Nº | Giapponese                  | Giapponese                  |                             |
| -- | --------------------------- | --------------------------- | --------------------------- |
| 1  | 20 febbraio 2013            | ISBN 978-4-8291-3828-1      |                             |
| 2  | 20 agosto 2013              | ISBN 978-4-8291-3921-9      |                             |
| 3  | 18 gennaio 2014             | ISBN 978-4-04-070004-5      |                             |
| 4  | 20 giugno 2014              | ISBN 978-4-04-070207-0      |                             |
| 5  | 18 ottobre 2014             | ISBN 978-4-04-070208-7      |                             |
| 6  | 18 aprile 2015              | ISBN 978-4-04-070209-4      |                             |
| 7  | 20 ottobre 2015             | ISBN 978-4-04-070701-3      |                             |
| 8  | 18 giugno 2016              | ISBN 978-4-04-070702-0      |                             |

Tre volumi di una serie spin-off, intitolata Amagi Brilliant Park: Maple Summoner (甘城ブリリアントパーク メープルサモナー?, Amagi Buririanto Pāku Mēpuru Samonā), sono stati pubblicati tra il 18 ottobre 2014 e il 20 febbraio 2015.
| Nº | Data di prima pubblicazione | Data di prima pubblicazione | Data di prima pubblicazione |
| Nº | Giapponese                  | Giapponese                  |                             |
| -- | --------------------------- | --------------------------- | --------------------------- |
| 1  | 18 ottobre 2014             | ISBN 978-4-04-070287-2      |                             |
| 2  | 20 novembre 2014            | ISBN 978-4-04-070288-9      |                             |
| 3  | 20 febbraio 2015            | ISBN 978-4-04-070289-6      |                             |

### Manga
L'adattamento manga, disegnato da Kimitake Yoshioka, è stato serializzato sulla rivista Monthly Dragon Age della Fujimi Shobo dall'8 febbraio 2014 al 9 settembre 2016. Sei volumi tankōbon sono stati messi in vendita tra il 9 luglio 2014 e l'8 ottobre 2016.
| Nº | Data di prima pubblicazione | Data di prima pubblicazione | Data di prima pubblicazione |
| Nº | Giapponese                  | Giapponese                  |                             |
| -- | --------------------------- | --------------------------- | --------------------------- |
| 1  | 9 luglio 2014               | ISBN 978-4-04-070256-8      |                             |
| 2  | 9 ottobre 2014              | ISBN 978-4-04-070408-1      |                             |
| 3  | 9 aprile 2015               | ISBN 978-4-04-070409-8      |                             |
| 4  | 9 ottobre 2015              | ISBN 978-4-04-070724-2      |                             |
| 5  | 19 marzo 2016               | ISBN 978-4-04-070725-9      |                             |
| 6  | 8 ottobre 2016              | ISBN 978-4-04-072053-1      |                             |

Un manga yonkoma, intitolato Amagi Brilliant Park? Fumo (甘城ブリリアントパーク?ふも?), ha iniziato la serializzazione sul Monthly Dragon Age il 9 maggio 2014. Un primo volume tankōbon è stato pubblicato il 9 gennaio 2015, seguito da un secondo il 9 ottobre 2015.
| Nº | Data di prima pubblicazione | Data di prima pubblicazione | Data di prima pubblicazione |
| Nº | Giapponese                  | Giapponese                  |                             |
| -- | --------------------------- | --------------------------- | --------------------------- |
| 1  | 9 gennaio 2015              | ISBN 978-4-04-070458-6      |                             |
| 2  | 9 ottobre 2015              | ISBN 978-4-04-070727-3      |                             |

Un ulteriore adattamento manga dal titolo Amagi Brilliant Park the animation (甘城ブリリアントパークthe animation?), scritto dall'AmaBri Restoration Committee (甘ブリ再生委員会?, Amaburi Saisei Iinkai) ed illustrato da Ami Hakui, è stato pubblicato sul sito ComicWalker della Kadokawa. Il primo volume tankōbon è uscito il 29 dicembre 2014 ed entro il 9 ottobre 2015 ne sono stati pubblicati tre in tutto.
| Nº | Data di prima pubblicazione | Data di prima pubblicazione | Data di prima pubblicazione |
| Nº | Giapponese                  | Giapponese                  |                             |
| -- | --------------------------- | --------------------------- | --------------------------- |
| 1  | 29 dicembre 2014            | ISBN 978-4-04-070411-1      |                             |
| 2  | 9 aprile 2015               | ISBN 978-4-04-070509-5      |                             |
| 3  | 9 ottobre 2015              | ISBN 978-4-04-070726-6      |                             |

### Anime
La serie televisiva anime, diretta da Yasuhiro Takemoto e prodotta dalla Kyoto Animation, è andata in onda dal 6 ottobre al 25 dicembre 2014. Le sigle di apertura e chiusura sono rispettivamente Extra Magic Hour (エクストラ・マジック・アワー?, Ekusutora Majikku Awā) di Akino con i bless4 ed Elementalio de aimashō! (エレメンタリオで会いましょう!?, Erementario de aimashō!) delle Brilliant4 (Yuka Aisaka, Tomoyo Kurosawa, Shiori Mikami e Minami Tsuda). Una serie di sei corti, intitolata Wakuwaku mini theater rakugaki backstage (わくわくミニシアター らくがきバックステージ?, Wakuwaku mini shiatā rakugaki bakkusutēji), è stata inclusa nei primi sei volumi BD/DVD, mentre un episodio OAV è stato pubblicato il 26 giugno 2015 insieme al settimo.

#### Episodi
| Nº  | Titolo italiano (traduzione letterale) Giapponese 「Kanji」 - Rōmaji                                       | In onda          | In onda |
| Nº  | Titolo italiano (traduzione letterale) Giapponese 「Kanji」 - Rōmaji                                       | Giapponese       |         |
| 1   | Non ci sono visitatori! 「お客が来ない！」 - Okyaku ga konai!                                              | 6 ottobre 2014   |         |
| 2   | Non c'è tempo! 「時間がない！」 - Jikan ga nai!                                                            | 9 ottobre 2014   |         |
| 3   | Non ci sono risorse! 「テコ入れが効かない！」 - Tekoire ga kikanai!                                        | 16 ottobre 2014  |         |
| 4   | Non c'è un segretario! 「秘書が使えない！」 - Hisho ga tsukaenai!                                          | 23 ottobre 2014  |         |
| 5   | Non ci sono soldi! 「お金が足りない！」 - Okane ga tarinai!                                                | 30 ottobre 2014  |         |
| 6   | Non c'è personale! 「人手が足りない！」 - Hitode ga tarinai!                                               | 6 novembre 2014  |         |
| 7   | Non c'è sicurezza in piscina! 「プールが危ない！」 - Pūru ga abunai!                                       | 13 novembre 2014 |         |
| 8   | Non c'è sintonia affettiva! 「恋心が届かない！」 - Koigokoro ga todokanai!                                 | 20 novembre 2014 |         |
| 9   | Non c'è lavoro di squadra! 「チームワークが生まれない！」 - Chīmuwāku ga umarenai!                         | 27 novembre 2014 |         |
| 10  | Non c'è più nulla da fare! 「もう打つ手がない！」 - Mo utsu te ga nai!                                     | 4 dicembre 2014  |         |
| 11  | Non c'è più nulla di cui preoccuparsi! 「これでもう心配ない！」 - Kore de mō shinpai nai!                  | 11 dicembre 2014 |         |
| 12  | Non c'è modo di sapere cosa accadrà in futuro! 「未来は誰にもわからない！」 - Mirai wa darenimo wakaranai! | 18 dicembre 2014 |         |
| 13  | Non c'è nulla di interessante in questo PV! 「PVがつまらない！」 - PV ga tsumaranai!                       | 25 dicembre 2014 |         |
| OAV | |                  |         |
| 14  | Non c'è tempo per rimanere rilassati! 「のんびりしている暇がない！」 - Nonbiri shite iru hima ga nai!      | 26 giugno 2015   |         |

#### Pubblicazioni
Gli episodi di Amagi Brilliant Park sono stati raccolti in sette volumi BD/DVD che sono stati distribuiti in Giappone per il mercato home video dal 26 dicembre 2014 al 26 giugno 2015.
| Volume | Episodi | Data di pubblicazione |
| ------ | ------- | --------------------- |
| 1      | 1–2     | 26 dicembre 2014      |
| 2      | 3–4     | 30 gennaio 2015       |
| 3      | 5–6     | 27 febbraio 2015      |
| 4      | 7–8     | 27 marzo 2015         |
| 5      | 9–10    | 24 aprile 2015        |
| 6      | 11–12   | 29 maggio 2015        |
| SP     | 13–14   | 26 giugno 2015        |